# مجلس شيوخ نيومكسيكو
مجلس شيوخ نيومكسيكو (بالإنجليزية: New Mexico Senate)‏ هو مجلس شيوخ ولاية نيومكسيكو الأمريكية، يقع المقر الرئيسي له في New Mexico State Capitol ‏، ويتكون من 42 مقعداً، وهو المجلس الأعلى في هيئة نيو مكسيكو التشريعية.

## طالع أيضًا
- هيئة نيو مكسيكو التشريعية